# 福重村
福重村（ふくしげむら）は、長崎県東彼杵郡の南部にあった村。戦時中の1942年（昭和17年）、東彼杵郡南部の各町村と合併を行い市制施行、大村市となった。
現在の大村市福重地区にあたる。

## 地理
村域は郡川下流部から郡岳南西麓の傾斜地帯まで東西に帯状に占め、地内を佐奈川内川など郡川支流河川が流れる。村名は自然地形「フケ」に由来するといわれ、フケは田など水の多い湿地を意味し、これに佳字として「福」の漢字を当てて豊かの意とし、「重」はかさなるの意味で「水の多い水田が広く、極めて豊かな地」と解釈させる。いわゆる瑞祥地名であり、村西部の低地は「水が重なる」という本来の地名由来が意味するとおり、大雨で郡川が氾濫した際に洪水の被害を受ける事がある。
- 山：郡岳
- 河川：郡川、佐奈川内川（さながわちがわ）
- 用水：重井田井手
- 溜池：赤似田溜池
- 湾：大村湾

## 沿革
近世の福重村は竹松村、松原村とあわせて「郡村（こおりむら）」と総称された。『大村郷村記』のうち郡村の項には「凡彼杵郡の内平坦曠漠（こうばく）の地当村を以第一とす、ゆえに往古大村と号するは、専ら此地を云なり」とあり、古くは当地を大村と称していたとある。同書の大村の項によれば、この大村は「郡大村」とも称し、のちに郡村・大村・萱瀬村の3ヶ村に分かれたとしている。
- 1889年（明治22年）4月1日 - 町村制施行により、東彼杵郡福重村が単独村制にて発足。
- 1893年（明治26年）9月 - 郡川の大洪水により、寿古郷にあった村役場や学校等が流失。
- 1903年（明治36年）6月 - 村役場を皆同郷に新築移転。
- 1942年（昭和17年）2月11日 - 大村町・福重村・萱瀬村・松原村・鈴田村・三浦村が合併し市制施行。大村市が発足し、福重村は自治体として消滅。

## 地名
郷を行政区域とする。福重村は1889年の町村制施行時に単独で自治体として発足したため、大字は無し。
- 今富郷
- 沖田郷（おきだ）
- 皆同郷（かいどう）
- 草場郷
- 重井田郷
- 寿古郷（すこ）
- 野田郷
- 弥勒寺郷（みろくじ）
- 矢上郷
- 立福寺郷（りふくじ）

## 名所・旧跡
村内には古墳や墓石、中世の寺跡が多数存在する。
- 今富キリシタン墓碑[4]
- 御手水の滝（裏見の滝）
- 今富城跡
- 好武城跡
- 冷泉寺跡
- 不動寺跡
- 済福寺跡
- 白水寺跡
- 無量寺跡
- 教通寺跡
- 如法寺跡
- 弥勒寺跡
- 竜福寺跡
- 黄金山古墳
- 地堂古墳